# Cornelius (Caroline du Nord)
Pour les articles homonymes, voir Cornelius.
Cornelius est une ville dans le comté de Mecklenburg en Caroline du Nord aux États-Unis. La population au recensement de 2010 était de 24 866 habitants.

## Géographie
Cornelius est une des trois villes du comté de Mecklenburg au nord de la ville de Charlotte. Avec les villes de Davidson et Huntersville, Cornelius constitue la proche banlieue de Charlotte.

## Démographie
| 1910 | 1920  | 1930  | 1940  | 1950  | 1960  |
| ---- | ----- | ----- | ----- | ----- | ----- |
| 833  | 1 141 | 1 230 | 1 195 | 1 548 | 1 444 |

| 1970  | 1980  | 1990  | 2000   | 2010   | - |
| ----- | ----- | ----- | ------ | ------ | - |
| 1 296 | 1 460 | 2 581 | 11 969 | 24 866 | - |